# Attockicetus praecursor
Attockicetus praecursor és una espècie de cetaci extint de la família dels remingtonocètids que visqué durant l'Eocè. Se n'han trobat restes fòssils al Pakistan.